# Langskavlen Glacier
Langskavlen Glacier är en glaciär i Antarktis. Den ligger i Östantarktis. Norge gör anspråk på området. Langskavlen Glacier ligger 2 214 meter över havet.
Terrängen runt Langskavlen Glacier är varierad. Trakten är obefolkad. Det finns inga samhällen i närheten. 